# 日本文學振興會
財團法人日本文學振興會（日语：／ Zaidanhoujin Nihonbungakushinkoukai ）是日本一家以以弘揚文藝，為文化發展做出貢獻為目的的公益財團法人。同時該機構還負責評選并頒發芥川龍之介獎、直木三十五獎、菊池寬獎等文學獎項。

## 外部連接
- 官方网站（日語）